# تغاچار
تغاچار (انگلیسی: Taghachar; ۱ ژانویهٔ ۱۲۰۱ – ۱۲۹۶) فرمانده ارتش امپراتوری مغول بود. او یکی از توطئه گرانی بود که در سرنگونی سه خان ایلخانان دست داشت و بایدو خان را در سال ۱۲۹۵ بر تخت سلطنت نشاند.